# Giro del Delfinato 2025
Il Giro del Delfinato 2025, settantasettesima edizione della corsa, valevole come ventitreesima prova dell'UCI World Tour 2025 categoria 2.UWT, si svolse in otto tappe dall'8 al 15 giugno 2025 su un percorso di 1199,6 km, con partenza da Domérat e arrivo a Plateau du Mont-Cenis, in Francia. La vittoria fu appannaggio dello sloveno Tadej Pogačar, il quale completò il percorso in 29h19'46", alla media di 40,908 km/h, precedendo il danese Jonas Vingegaard ed il tedesco Florian Lipowitz.

## Tappe
| Tappa  | Data      | Percorso                                            | km     | Vincitore di tappa | Leader cl. generale |
| ------ | --------- | --------------------------------------------------- | ------ | ------------------ | ------------------- |
| 1ª     | 8 giugno  | Domérat > Montluçon                                 | 195,8  | Tadej Pogačar      | Tadej Pogačar       |
| 2ª     | 9 giugno  | Prémilhat > Issoire                                 | 204,6  | Jonathan Milan     | Jonathan Milan      |
| 3ª     | 10 giugno | Brioude > Charantonnay                              | 207,2  | Iván Romeo         | Iván Romeo          |
| 4ª     | 11 giugno | Charmes-sur-Rhône > Saint-Péray (cron. individuale) | 17,4   | Remco Evenepoel    | Remco Evenepoel     |
| 5ª     | 12 giugno | Saint-Priest > Mâcon                                | 183    | Jake Stewart       | Remco Evenepoel     |
| 6ª     | 13 giugno | Valserhône > Combloux                               | 126,7  | Tadej Pogačar      | Tadej Pogačar       |
| 7ª     | 14 giugno | Grand-Aigueblanche > Valmeinier 1800                | 131,6  | Tadej Pogačar      | Tadej Pogačar       |
| 8ª     | 15 giugno | Val-d'Arc > Val-Cenis - Plateau du Mont-Cenis       | 133,3  | Lenny Martinez     | Tadej Pogačar       |
| Totale | Totale    | Totale                                              | 1199,6 |                    |                     |

## Squadre e corridori partecipanti
| N.      | Cod. | Squadra                         |
| ------- | ---- | ------------------------------- |
| 1-7     | RBH  | Red Bull-Bora-Hansgrohe         |
| 11-17   | TVL  | Team Visma-Lease a Bike         |
| 21-27   | UAD  | UAE Team Emirates XRG           |
| 31-37   | IGD  | Ineos Grenadiers                |
| 41-47   | SOQ  | Soudal Quick-Step               |
| 51-57   | TBV  | Bahrain Victorious              |
| 61-67   | LTK  | Lidl-Trek                       |
| 71-77   | DAT  | Decathlon AG2R La Mondiale Team |
| 81-87   | XAT  | XDS Astana Team                 |
| 91-97   | EFE  | EF Education-EasyPost           |
| 101-107 | MOV  | Movistar Team                   |

| N.      | Cod. | Squadra                |
| ------- | ---- | ---------------------- |
| 111-117 | ADC  | Alpecin-Deceuninck     |
| 121-127 | UXM  | Uno-X Mobility         |
| 131-137 | GFC  | Groupama-FDJ           |
| 141-147 | IPT  | Israel-Premier Tech    |
| 151-157 | TPP  | Team Picnic PostNL     |
| 161-167 | JAY  | Team Jayco AlUla       |
| 171-177 | COF  | Cofidis                |
| 181-187 | IWA  | Intermarché-Wanty      |
| 191-197 | ARK  | Arkéa-B&B Hotels       |
| 201-207 | TUD  | Tudor Pro Cycling Team |
| 211-217 | TEN  | TotalEnergies          |

## Dettagli delle tappe

### 1ª tappa
- 8 giugno: Domérat > Montluçon – 195,8 km

Risultati
| Pos. | Corridore        | Squadra | Tempo    |
| ---- | ---------------- | ------- | -------- |
| 1    | Tadej Pogačar    | UAE     | 4h40'12" |
| 2    | Jonas Vingegaard | Visma   | s.t.     |
| 3    | M. van der Poel  | Alpecin | s.t.     |

| Pos. | Corridore        | Squadra | Tempo    |
| ---- | ---------------- | ------- | -------- |
| 1    | Tadej Pogačar    | UAE     | 4h40'02" |
| 2    | Jonas Vingegaard | Visma   | a 4"     |
| 3    | M. van der Poel  | Alpecin | a 6"     |

### 2ª tappa
- 9 giugno: Prémilhat > Issoire – 204,6 km

Risultati
| Pos. | Corridore       | Squadra | Tempo    |
| ---- | --------------- | ------- | -------- |
| 1    | Jonathan Milan  | Lidl    | 4h54'49" |
| 2    | Fred Wright     | Bahrain | s.t.     |
| 3    | M. van der Poel | Alpecin | s.t.     |

| Pos. | Corridore       | Squadra | Tempo    |
| ---- | --------------- | ------- | -------- |
| 1    | Jonathan Milan  | Lidl    | 9h34'51" |
| 2    | Tadej Pogačar   | UAE     | s.t.     |
| 3    | M. van der Poel | Alpecin | a 2"     |

### 3ª tappa
- 10 giugno: Brioude > Charantonnay – 207,2 km

Risultati
| Pos. | Corridore     | Squadra     | Tempo    |
| ---- | ------------- | ----------- | -------- |
| 1    | Iván Romeo    | Movistar    | 4h34'10" |
| 2    | Harold Tejada | XDS         | a 14"    |
| 3    | Louis Barré   | Intermarché | s.t.     |

| Pos. | Corridore     | Squadra     | Tempo     |
| ---- | ------------- | ----------- | --------- |
| 1    | Iván Romeo    | Movistar    | 14h09'01" |
| 2    | Louis Barré   | Intermarché | a 17"     |
| 3    | Harold Tejada | XDS         | a 18"     |

### 4ª tappa
- 11 giugno: Charmes-sur-Rhône > Saint-Péray – Cronometro individuale – 17,4 km

Risultati
| Pos. | Corridore        | Squadra | Tempo  |
| ---- | ---------------- | ------- | ------ |
| 1    | Remco Evenepoel  | Soudal  | 20'50" |
| 2    | Jonas Vingegaard | Visma   | a 21"  |
| 3    | Matteo Jorgenson | Visma   | a 38"  |

| Pos. | Corridore        | Squadra  | Tempo     |
| ---- | ---------------- | -------- | --------- |
| 1    | Remco Evenepoel  | Soudal   | 14h31'08" |
| 2    | Florian Lipowitz | Red Bull | a 4"      |
| 3    | Iván Romeo       | Movistar | a 9"      |

### 5ª tappa
- 12 giugno: Saint-Priest > Mâcon – 183 km

Risultati
| Pos. | Corridore         | Squadra | Tempo    |
| ---- | ----------------- | ------- | -------- |
| 1    | Jake Stewart      | Israel  | 4h03'46" |
| 2    | Axel Laurance     | Ineos   | s.t.     |
| 3    | Søren Wærenskjold | Uno-X   | s.t.     |

| Pos. | Corridore        | Squadra  | Tempo     |
| ---- | ---------------- | -------- | --------- |
| 1    | Remco Evenepoel  | Soudal   | 18h34'54" |
| 2    | Florian Lipowitz | Red Bull | a 4"      |
| 3    | Iván Romeo       | Movistar | a 9"      |

### 6ª tappa
- 13 giugno: Valserhône > Combloux – 126,7 km

Risultati
| Pos. | Corridore        | Squadra  | Tempo    |
| ---- | ---------------- | -------- | -------- |
| 1    | Tadej Pogačar    | UAE      | 2h59'46" |
| 2    | Jonas Vingegaard | Visma    | a 1'01"  |
| 3    | Florian Lipowitz | Red Bull | a 1'22"  |

| Pos. | Corridore        | Squadra  | Tempo     |
| ---- | ---------------- | -------- | --------- |
| 1    | Tadej Pogačar    | UAE      | 21h34'40" |
| 2    | Jonas Vingegaard | Visma    | a 43"     |
| 3    | Florian Lipowitz | Red Bull | a 54"     |

### 7ª tappa
- 14 giugno: Grand-Aigueblanche > Valmeinier 1800 – 131,6 km

Risultati
| Pos. | Corridore        | Squadra  | Tempo    |
| ---- | ---------------- | -------- | -------- |
| 1    | Tadej Pogačar    | UAE      | 4h10'00" |
| 2    | Jonas Vingegaard | Visma    | a 14"    |
| 3    | Florian Lipowitz | Red Bull | a 1'21"  |

| Pos. | Corridore        | Squadra  | Tempo     |
| ---- | ---------------- | -------- | --------- |
| 1    | Tadej Pogačar    | UAE      | 25h44'58" |
| 2    | Jonas Vingegaard | Visma    | a 1'01"   |
| 3    | Florian Lipowitz | Red Bull | a 2'21"   |

### 8ª tappa
- 15 giugno: Val-d'Arc > Val-Cenis - Plateau du Mont-Cenis – 133,3 km

Risultati
| Pos. | Corridore        | Squadra | Tempo    |
| ---- | ---------------- | ------- | -------- |
| 1    | Lenny Martinez   | Bahrain | 3h34'18" |
| 2    | Jonas Vingegaard | Visma   | a 34"    |
| 3    | Tadej Pogačar    | UAE     | s.t.     |

| Pos. | Corridore        | Squadra  | Tempo     |
| ---- | ---------------- | -------- | --------- |
| 1    | Tadej Pogačar    | UAE      | 29h19'46" |
| 2    | Jonas Vingegaard | Visma    | a 59"     |
| 3    | Florian Lipowitz | Red Bull | a 2'38"   |

## Evoluzione delle classifiche
| Tappa              | Vincitore          | Classifica generale Maglia gialla | Classifica a punti Maglia verde | Classifica scalatori Maglia blu a pois | Classifica giovani Maglia bianca | Classifica a squadre Numero giallo | Premio combattività Numero beige |
| ------------------ | ------------------ | --------------------------------- | ------------------------------- | -------------------------------------- | -------------------------------- | ---------------------------------- | -------------------------------- |
| 1ª                 | Tadej Pogačar      | Tadej Pogačar                     | Tadej Pogačar                   | Paul Ourselin                          | Remco Evenepoel                  | Team Visma-Lease a Bike            | Pierre Thierry                   |
| 2ª                 | Jonathan Milan     | Jonathan Milan                    | Mathieu van der Poel            | Paul Ourselin                          | Jonathan Milan                   | Team Visma-Lease a Bike            | Paul Ourselin                    |
| 3ª                 | Iván Romeo         | Iván Romeo                        | Mathieu van der Poel            | Paul Ourselin                          | Iván Romeo                       | Movistar Team                      | Mathieu van der Poel             |
| 4ª                 | Remco Evenepoel    | Remco Evenepoel                   | Mathieu van der Poel            | Paul Ourselin                          | Remco Evenepoel                  | Team Visma-Lease a Bike            | non assegnato                    |
| 5ª                 | Jake Stewart       | Remco Evenepoel                   | Mathieu van der Poel            | Paul Ourselin                          | Remco Evenepoel                  | Team Visma-Lease a Bike            | Benjamin Thomas                  |
| 6ª                 | Tadej Pogačar      | Tadej Pogačar                     | Mathieu van der Poel            | Alex Baudin                            | Florian Lipowitz                 | Team Visma-Lease a Bike            | Alex Baudin                      |
| 7ª                 | Tadej Pogačar      | Tadej Pogačar                     | Tadej Pogačar                   | Tadej Pogačar                          | Florian Lipowitz                 | Team Visma-Lease a Bike            | Romain Bardet                    |
| 8ª                 | Lenny Martinez     | Tadej Pogačar                     | Tadej Pogačar                   | Bruno Armirail                         | Florian Lipowitz                 | Team Visma-Lease a Bike            | Mathieu van der Poel             |
| Classifiche finali | Classifiche finali | Tadej Pogačar                     | Tadej Pogačar                   | Bruno Armirail                         | Florian Lipowitz                 | Team Visma-Lease a Bike            | non assegnato                    |

Maglie indossate da altri ciclisti in caso di due o più maglie vinte
- Nella 2ª tappa Jonas Vingegaard ha indossato la maglia verde al posto di Tadej Pogačar.
- Nella 3ª tappa Hugo Page ha indossato la maglia bianca al posto di Jonathan Milan.
- Nella 4ª tappa Louis Barré ha indossato la maglia bianca al posto di Iván Romeo.
- Nella 5ª e 6ª tappa Florian Lipowitz ha indossato la maglia bianca al posto di Remco Evenepoel.
- Nell'8ª tappa Mathieu van der Poel ha indossato la maglia verde e Santiago Buitrago ha indossato la maglia blu a pois, entrambi al posto di Tadej Pogačar.

## Classifiche finali

### Classifica generale - Maglia gialla
| Pos. | Corridore        | Squadra   | Tempo     |
| ---- | ---------------- | --------- | --------- |
| 1    | Tadej Pogačar    | UAE       | 29h19'46" |
| 2    | Jonas Vingegaard | Visma     | a 58"     |
| 3    | Florian Lipowitz | Red Bull  | a 2'38"   |
| 4    | Remco Evenepoel  | Soudal    | a 4'21"   |
| 5    | T.H. Johannessen | Uno-X     | a 6'12"   |
| 6    | Matteo Jorgenson | Visma     | a 7'28"   |
| 7    | Enric Mas        | Movistar  | a 7'57"   |
| 8    | Paul Seixas      | Decathlon | a 8'25"   |
| 9    | Carlos Rodríguez | Ineos     | a 8'57"   |
| 10   | Guillaume Martin | Groupama  | a 10'01"  |

### Classifica a punti - Maglia verde
| Pos. | Corridore            | Squadra  | Punti |
| ---- | -------------------- | -------- | ----- |
| 1    | Tadej Pogačar        | UAE      | 79    |
| 2    | Mathieu van der Poel | Alpecin  | 79    |
| 3    | Jonas Vingegaard     | Visma    | 70    |
| 4    | Remco Evenepoel      | Soudal   | 55    |
| 5    | Florian Lipowitz     | Red Bull | 48    |

### Classifica scalatori - Maglia blu a pois
| Pos. | Corridore         | Squadra   | Punti |
| ---- | ----------------- | --------- | ----- |
| 1    | Bruno Armirail    | Decathlon | 36    |
| 2    | Tadej Pogačar     | UAE       | 33    |
| 3    | Sergio Higuita    | XDS       | 27    |
| 4    | Santiago Buitrago | Bahrain   | 27    |
| 5    | Jonas Vingegaard  | Visma     | 26    |

### Classifica giovani - Maglia bianca
| Pos. | Corridore        | Squadra   | Tempo     |
| ---- | ---------------- | --------- | --------- |
| 1    | Florian Lipowitz | Red Bull  | 29h22'24" |
| 2    | Remco Evenepoel  | Soudal    | a 1'43"   |
| 3    | Paul Seixas      | Decathlon | a 5'47"   |
| 4    | Carlos Rodríguez | Ineos     | a 6'19"   |
| 5    | Ben Tulett       | Visma     | a 10'30"  |

### Classifica a squadre
| Pos. | Squadra                         | Tempo     |
| ---- | ------------------------------- | --------- |
| 1    | Team Visma-Lease a Bike         | 88h16'04" |
| 2    | Decathlon AG2R La Mondiale Team | a 39'05"  |
| 3    | Bahrain Victorious              | a 49'21"  |
| 4    | Red Bull-Bora-Hansgrohe         | a 51'22"  |
| 5    | UAE Team Emirates XRG           | a 51'46"  |